# Planeta No
Planeta No es un grupo musical chileno de indie pop formado en Concepción y radicado en Santiago, compuesto por Gonzalo García, Camilo Molina, Juan Pablo Garín y Américo Silva.

## Trayectoria musical
Planeta No fue formado en el 2011 con una propuesta de pop bailable con matices de punk en vivo. Debutó en el 2013 con su  sencillo "Ya no veo mis zapatos", grabado en Estudios Janeiros con la producción de Milton Mahan de Dënver.
En el 2014, publican su primer EP, "Matucana", editado por Beast Discos, el cual ha ganado excelente recepción gracias a su sencillo "Señorita". 
En el 2015, lanzan su primer álbum, "Odio", a través de Sello Azul, donde aparecen los sencillos "Sol a Sol" y "El Campo", lo que los da a conocer gracias a sus llamativos videos musicales. El álbum contó con una gira por Chile, México y Perú para su promoción, y se hicieron presentes en la edición 2016 del Lollapalooza, además de haberse presentado con anterioridad en festivales importantes del país, como el Rockodromo 2016, en Valparaíso, y el Rock en Conce 2016, en la capital de la Octava Región. Durante el 2016 han promocionado su álbum en España, México, Perú, Colombia y Costa Rica, destacando su participación en el festival Primavera Sound 2016.
En 2017 se presentan en el festival South by Southwest en Estados Unidos, en la Cumbre del Rock Chileno 2017 y publican el video “Maricón Zara”, realizan una presentación con medio millar de asistentes en el teatro Matucana 100, Stgo. de Chile. En el primer semestre de 2018 la banda participó del Festival Marvin en México y realizó una gira por más de 9 ciudades de ese país. 
En 2018 publican los sencillos “Peligro”  y "Me voy pa mi casa"  que serían la antesala del EP “Raro” publicado en abril de 2019 y editado por Discobabydiscos (Arg) , que llevaría a la banda a presentarse en dicho País en ciudades tales como: San Juan, Córdoba, Rosario, La Plata y siendo parte del ciclo "Indie Fuertes" en Niceto (Bs Aires), esto además de presentaciones en Santiago y en Lima como cabeza de cartel de festival Viaje al Sur.

## Miembros
- Gonzalo García - voz, guitarra (2011-presente)
- Camilo Molina - bajo (2011-presente)
- Juan Pablo Garín - batería (2011-presente)
- Américo Silva - Teclados (2014-presente)

## Discografía

### Álbumes
- Odio (2015, Sello Azul)

### EP
- Matucana (2014, Beast Discos)
- Raro (2019, DiscobabyDiscos)

### Sencillos
- Ya no veo mis zapatos (2013)
- Señorita (2014)
- Sol a Sol (2015)
- El Campo (2016)
- M Zara (2017)
- Peligro (2018)
- Me voy Pa mi Casa (2018)